# Lista de Estados soberanos na década de 1980
Esta é uma lista de estados soberanos na década de 1980, dando uma perspetiva dos estados do mundo durante o período compreendido entre 1 de janeiro de 1980 e 31 de dezembro de 1989. Contém 183 entradas, ordenadas alfabeticamente, com informações adicionais relativas ao estatuto e reconhecimento diplomático da respetiva soberania. Inclui 171 países sobejamente reconhecidos e 12 entidades de facto soberanas mas com reconhecimento limitado.

## Estados soberanos
| Nome e cidade capital | Informação sobre estatuto e reconhecimento da soberania |
| --- | --- |
| | |
| A | |
| | |
| Afeganistão Capital: Cabul - República Democrática do Afeganistão (até 30 nov 1987) - República do Afeganistão (a partir de 30 nov 1987)                                                         | Estado-membro da ONU largamente reconhecido. O Afeganistão esteve ocupado pela União Soviética até 15 fev 1989. |
| | |
| África do Sul – República da África do Sul Capital: Pretória (administrativa), Cidade do Cabo (legislativa), Bloemfontein (judicial)                                                             | Estado-membro da ONU largamente reconhecido. A África do Sul tinha sete bantustões autónomos: Ciskei (até 4 dez 1981), Gazankulu, KaNgwane (a partir de 31 ago 1984), KwaNdebele (a partir de 1 abr 1981), KwaZulu, Lebowa e QwaQwa. Existiam também quatro bantustões nominalmente independentes: Bophuthatswana, Ciskei (a partir de 4 dez 1981), Transkei e Venda. A África do Sul administrava um mandato da Sociedade das Nações: - Sudoeste Africano |
| | |
| Albânia - República Popular Socialista da Albânia Capital: Tirana | Estado-membro da ONU largamente reconhecido. |
| | |
| Alemanha Ocidental – República Federal da Alemanha Capital: Bona | Estado-membro da ONU largamente reconhecido. Membro da CEE. A Alemanha Ocidental era uma federação de dez estados. |
| | |
| Alemanha Oriental (ou Alemanha de Leste) – República Democrática Alemã Capital: Berlim Oriental (disputada)                                                                                      | Estado-membro da ONU largamente reconhecido. |
| | |
| Alto Volta / Burquina Fasso Capital: Uagadugu - República do Alto Volta (até 4 ago 1984) - Burquina Fasso (a partir de 4 ago 1984)                                                               | Estado-membro da ONU largamente reconhecido. |
| | |
| Andorra – Principado de Andorra Capital: Andorra-a-Velha | Estado independente largamente reconhecido. O Presidente de França e o Bispo de Urgel eram co-príncipes de Andorra ex officio. A defesa de Andorra era da responsabilidade de França e Espanha. |
| | |
| Angola - República Popular de Angola Capital: Luanda | Estado-membro da ONU largamente reconhecido. |
| | |
| Antiga e Barbuda (a partir de 1 nov 1981) Capital: São João | Estado independente largamente reconhecido. Estado-membro da ONU (a partir de 11 nov 1981). Reino da Comunidade das Nações (Commonwealth). Antiga e Barbuda tinha duas dependências, Barbuda e Redonda. |
| | |
| Arábia Saudita – Reino da Arábia Saudita Capital: Riade | Estado-membro da ONU largamente reconhecido. |
| | |
| Argélia – República Democrática e Popular da Argélia Capital: Argel | Estado-membro da ONU largamente reconhecido. |
| | |
| Argentina – República Argentina Capital: Buenos Aires | Estado-membro da ONU largamente reconhecido. A Argentina era uma federação de 22 províncias e dois territórios federais. Reivindicava a a Antártida Argentina, reivindicação suspensa pelo Tratado da Antártida. Também reivindicada as Ilhas Malvinas e as Ilhas Geórgia do Sul e Sanduíche do Sul, ambos territórios ultramarinos britânicos. |
| | |
| Austrália – Comunidade da Austrália Capital: Camberra | Estado-membro da ONU largamente reconhecido. Reino da Comunidade das Nações (Commonwealth). A Austrália era uma federação de seis estados e três territórios. Tinha soberania sobre os seguintes territórios externos: - Ilhas Ashmore e Cartier - Território Antártico Australiano (suspenso pelo Tratado da Antártida.) - Ilha do Natal - Ilhas Cocos (Keeling) - Ilhas do Mar de Coral - Ilha Heard e Ilhas McDonald - Ilha Norfolk |
| | |
| Áustria – República da Áustria Capital: Viena | Estado-membro da ONU largamente reconhecido. A Áustria era uma federação de nove estados. |
| | |
| B | |
| | |
| Baamas – Comunidade das Baamas Capital: Nassau | Estado-membro da ONU largamente reconhecido. Reino da Comunidade das Nações (Commonwealth). |
| | |
| Bangladexe – República Popular do Bangladexe Capital: Daca | Estado-membro da ONU largamente reconhecido. |
| | |
| Barbados Capital: Bridgetown | Estado-membro da ONU largamente reconhecido. Reino da Comunidade das Nações (Commonwealth). |
| | |
| Barém - Estado do Barém Capital: Manama | Estado-membro da ONU largamente reconhecido. |
| | |
| Bélgica – Reino da Bélgica Capital: Bruxelas | Estado-membro da ONU largamente reconhecido. Membro da CEE. A partir de 8 ago 1980, a Bélgica era uma federação de três comunidades e três regiões. |
| | |
| Belize (a partir de 21 set 1981) Capital: Belmopã | Estado independente largamente reconhecido. Reino da Comunidade das Nações (Commonwealth). Estado-membro da ONU (a partir de 25 set 1981). |
| | |
| Benim - República Popular do Benim Capital: Porto Novo (oficial), Cotonu (sede do governo) | Estado-membro da ONU largamente reconhecido. |
| | |
| Birmânia / Mianmar Capital: Rangum - República Socialista da União da Birmânia (até 18 set 1988) - União da Birmânia (de 18 set 1988 a 18 jun 1989) - União de Mianmar (a partir de 18 jun 1989) | Estado-membro da ONU largamente reconhecido. |
| | |
| Bofutatsuana – República do Bofutatsuana Capital: Mmabatho | Bantustão nominalmente independente da África do Sul. |
| | |
| Bolívia - República da Bolívia Capital: Sucre (oficial), La Paz (administrativa) | Estado-membro da ONU largamente reconhecido. |
| | |
| Botsuana – República do Botsuana Capital: Gaborone | Estado-membro da ONU largamente reconhecido. |
| | |
| Brasil – República Federativa do Brasil Capital: Brasília | Estado-membro da ONU largamente reconhecido. O Brasil era uma federação de 26 estados, cinco territórios e um distrito federal. |
| | |
| Brunei – Estado do Brunei, Moradia da Paz (a partir de 1 jan 1984) Capital: Bandar Seri Begauã                                                                                                   | Estado independente largamente reconhecido. Estado-membro da ONU (a partir de 21 set 1984). O Brunei reivindicava parte das Ilhas Spratly (disputadas pela República Popular da China, pela República da China, pelo Vietname, pelas Filipinas e pela Malásia). |
| | |
| Bulgária - República Popular da Bulgária Capital: Sófia | Estado-membro da ONU largamente reconhecido. |
| | |
| Burquina Fasso → Alto Volta | |
| | |
| Burúndi – República do Burúndi Capital: Bujumbura | Estado-membro da ONU largamente reconhecido. |
| | |
| Butão – Reino do Butão Capital: Timbu | Estado-membro da ONU largamente reconhecido. O Butão era oficialmente guiado pela Índia nas suas relações externas, mas efetivamente possuía uma política de relações exteriores independente. |
| | |
| C | |
| | |
| Cabo Verde – República de Cabo Verde Capital: Praia | Estado-membro da ONU largamente reconhecido. |
| | |
| Camarões Capital: Iaundé - República Unida dos Camarões (até 4 fev 1984) - República dos Camarões (a partir de 4 fev 1984)                                                                       | Estado-membro da ONU largamente reconhecido. |
| | |
| Campucheia Democrática Capital: Pnom Pen - Campucheia Democrática (até 22 jun 1982) - Governo de Coligação da Campucheia Democrática (a partir de 22 jun 1982)                                   | Estado-membro da ONU largamente reconhecido. Reivindicava ser o único governo legítimo do Camboja, apesar de se encontrar no exílio. |
| | |
| Campucheia, República Popular da / Camboja, Estado do Capital: Pnom Pen - República Popular da Campucheia (até 1 mai 1989) - Estado do Camboja (a partir de 1 mai 1989)                          | Estado de facto independente parcialmente reconhecido. Reivindicava ser o único governo legítimo do Camboja. A República Popular da Campucheia esteve ocupada pelo Vietname até 25 set 1989. |
| | |
| Canadá Capital: Otava - Domínio do Canadá (até 17 abr 1982) - Canadá (from 17 Apr 1982) | Estado-membro da ONU largamente reconhecido. Reino da Comunidade das Nações (Commonwealth). O Canadá era uma federação de dez províncias e dois territórios. |
| | |
| Catar – Estado do Catar Capital: Doa | Estado-membro da ONU largamente reconhecido. |
| | |
| Centro-Africana, República Capital: Bangui | Estado-membro da ONU largamente reconhecido. |
| | |
| Chade – República do Chade Capital: Jamena | Estado-membro da ONU largamente reconhecido. |
| | |
| Checoslováquia - República Socialista Checoslovaca Capital: Prague | Estado-membro da ONU largamente reconhecido. A Checoslováquia era uma federação de duas repúblicas. |
| | |
| Chile – República do Chile Capital: Santiago | Estado-membro da ONU largamente reconhecido. |
| | |
| China, República da Capital: Taipé (sede do governo), Nanquim (reivindicada) | Estado de facto independente parcialmente reconhecido. A República da China reivindicava ser o único governo legítimo da China, administrando apenas Taiuã, Kinmen, as Ilhas Matsu, as Ilhas Pratas e Taiping. A República da China tinha reivindicações sobre a Mongólia; a república russa de Tuva; as denominadas "sessenta e quatro aldeias a leste do rio" (administradas pela União Soviética); a maioria do Gorno-Badaquistão (administrado pela União Soviética); a ponta oriental do Corredor de Wakhan (administrado pelo Afeganistão); uma pequena porção do Baltistão (administrado pelo Paquistão e parte da região disputada da Caxemira); Aksai Chin (administrado pela República Popular da China e parte da região disputada da Caxemira); parte oriental do Butão; parte do estado indiano do Arunachal Pradesh; e o estado de Kachin (administrado pela Birmânia). |
| | |
| China, República Popular da Capital: Pequim | Estado-membro da ONU largamente reconhecido. A República Popular da China tinha cinco regiões autónomas: Guangxi, Mongólia Interior, Ningxia, Sinquião e Tibete. A República Popular da China reivindicava Taiuã, Kinmen, as Ilhas Matsu, as Ilhas Pratas e Taiping, governados pela República da China. Também reivindicava as Ilhas Paracel (disputadas pela República da China e pelo Vietname), as Ilhas Spratly (disputadas pela República da China, pelo Vietname, pelas Filipinas, pela Malásia e pelo Brunei), e parte do estado indiano do Arunachal Pradesh. A República Popular da China administrava o Aksai Chin e o Vale de Shaksgam, localizados na região disputada da Caxemira. |
| | |
| Chipre – República de Chipre Capital: Nicósia | Estado-membro da ONU largamente reconhecido. O Chipre incluía um estado auto-declarado que, apesar de não reivindicar independência, era de facto auto-governado: - Estado Federado Turco de Chipre (até 15 nov 1983) Após 15 nov 1983, a parte nordeste da ilha constituía-se como o estado de facto independente de Chipre do Norte, reconhecido apenas pela Turquia. |
| | |
| Chipre do Norte – República Turca de Chipre do Norte (a partir de 15 nov 1983) Capital: Nicósia                                                                                                  | Estado de facto independente parcialmente reconhecido. Reivindicado pela República de Chipre. |
| | |
| Cingapura → Singapura | |
| | |
| Ciskei – República do Ciskei (a partir de 4 dez 1981) Capital: Bisho | Bantustão da África do Sul nominalmente independente. |
| | |
| Colômbia – República da Colômbia Capital: Bogotá | Estado-membro da ONU largamente reconhecido. A Colômbia administrava o Banco de Bajo Nuevo e o Banco de Serranilla (disputados pela Nicarágua e pelos Estados Unidos). |
| | |
| Comores - República Islâmica Federal das Comores Capital: Moroni | Estado-membro da ONU largamente reconhecido. As Comores eram uma federação de três ilhas. As Comores reivindicavam soberania sobre os territórios ultramarinos franceses de Maiote e das Ilhas Gloriosas. As Comores reivindicavam também o Banco do Geyser (disputado por Madagáscar e pela França). |
| | |
| Congo - República Popular do Congo Capital: Brazavile | Estado-membro da ONU largamente reconhecido. |
| | |
| Coreia do Norte – República Popular Democrática da Coreia Capital: Pionguiangue | Estado independente largamente reconhecido. Observador-permanente na ONU. Reivindicava ser o único governo legítimo da Coreia. |
| | |
| Coreia do Sul – República da Coreia Capital: Seul | Estado independente largamente reconhecido. Observador-permanente na ONU. Reivindicava ser o único governo legítimo da Coreia. |
| | |
| Costa do Marfim – República da Costa do Marfim Capital: Iamussucro (oficial, a partir de 21 mar 1983), Abijão (sede do governo)                                                                  | Estado-membro da ONU largamente reconhecido. |
| | |
| Costa Rica – República da Costa Rica Capital: São José | Estado-membro da ONU largamente reconhecido. |
| | |
| Cuaite – Estado do Cuaite Capital: Cuaite | Estado-membro da ONU largamente reconhecido. |
| | |
| Cuba – República de Cuba Capital: Havana | Estado-membro da ONU largamente reconhecido. A área da Baía de Guantánamo estava sob o controlo permanente dos Estados Unidos. |
| | |
| D | |
| | |
| Dinamarca – Reino da Dinamarca Capital: Copenhaga | Estado-membro da ONU largamente reconhecido. Membro da CEE. A Dinamarca tinha soberania sobre duas nações constituintes autónomas: - Gronelândia - Ilhas Féroe |
| | |
| Djibuti → Jibuti | |
| | |
| Dominica – Comunidade da Dominica Capital: Roseau | Estado-membro da ONU largamente reconhecido. |
| | |
| Dominicana, República Capital: São Domingos | Estado-membro da ONU largamente reconhecido. |
| | |
| E | |
| | |
| Egito – República Árabe do Egito Capital: Cairo | Estado-membro da ONU largamente reconhecido. O Egito incluía a Península do Sinai, que estava ocupado por Israel até 25 abr 1982. |
| | |
| El Salvador → Salvador | |
| | |
| Emirados Árabes Unidos Capital: Abu Dabi | Estado-membro da ONU largamente reconhecido. Os Emirados Árabes Unidos eram uma federação de sete emirados. |
| | |
| Equador – República do Equador Capital: Quito | Estado-membro da ONU largamente reconhecido. |
| | |
| Espanha – Reino de Espanha Capital: Madrid | Estado-membro da ONU largamente reconhecido. Membro da CEE (a partir de 1 jan 1986). Espanha estava dividida em dezassete comunidades autónomas. A sua soberania sobre Ceuta, Ilha de Alborão, Ilha de Perejil, Ilhas Chafarinas, Melilha, Penedo de Alhucemas e Penedo de Vélez de la Gomera era disputada por Marrocos. A sua soberania sobre Olivença e Táliga era disputada por Portugal. Reivindicava o território ultramarino britânico de Gibraltar. |
| | |
| Estados Unidos – Estados Unidos da América Capital: Washington, D.C. | Estado-membro da ONU largamente reconhecido. Os Estados Unidos eram uma federação de 50 estados, um distrito federal e um território incorporado. Os Estados Unidos afirmavam soberania sobre as seguintes áreas insulares habitadas: - Samoa Americana (incluindo a Ilha Swains, disputada por Toquelau) - Guame - Ilhas Marianas Setentrionais - Porto Rico - Ilhas Virgens dos Estados Unidos Afirmavam também soberania sobre treze territórios não incorporados: - Banco de Bajo Nuevo (reivindicado pela Colômbia e pela Nicarágua) - Ilha Baker - Ilha Howland - Ilha Jarvis - Atol Johnston - Recife Kingman - Atol Midway - Ilha Navassa (reivindicada pelo Haiti) - Banco de Quita Sueño (até 17 set 1981, reivindicado pela Colômbia) - Banco do Roncador (até 17 set 1981, reivindicado pela Colômbia) - Banco de Serrana (até 17 set 1981, reivindicado pela Colômbia) - Banco de Serranilla (reivindicado pela Colômbia, pela Jamaica e pela Nicarágua) - Ilha Wake (reivindicada pelas Ilhas Marshall) Adicionalmente, os Estados Unidos administravam um território sob a tutela das Nações Unidas: - Território de Tutela das Ilhas do Pacífico, consistindo em quatro territórios: - Ilhas Marshall (até 21 out 1986) - Estados Federados da Micronésia (até 3 nov 1986) - Ilhas Marianas Setentrionais (até 4 nov 1986) - Palau (a partir de 1 jan 1981) Os Estados Unidos cederam o Banco do Roncador e o Banco de Serrana à Colômbia e abandonaram a sua reivindicação pelo Banco de Quitasueño a 17 set 1981, mas não renunciaram explicitamente às reivindicações do Banco de Serranilla e do Banco do Roncador. Algumas fontes governamentais tomavam estes territórios como territórios não incorporados dos Estados Unidos. |
| | |
| Etiópia Capital: Adis Abeba - Etiópia Socialista (até 22 fev 1987) - República Democrática Popular da Etiópia (a partir de 22 fev 1987)                                                          | Estado-membro da ONU largamente reconhecido. |
| | |
| F | |
| | |
| Fiji Capital: Suva - Domínio das Fiji (até 7 out 1987) - República das Fiji (a partir de 7 out 1987)                                                                                             | Estado-membro da ONU largamente reconhecido. Reino da Comunidade das Nações (Commonwealth) (até 7 out 1987). AS Fiji tinham uma dependência autónoma, Rotuma. |
| | |
| Filipinas – República das Filipinas Capital: Manila | Estado-membro da ONU largamente reconhecido. As Filipinas tinham uma região autónoma: Mindanau Muçulmano (a partir de 1 ago 1989). As Filipinas administravam a Barra de Scarborough e o Banco de Macclesfield, ambos disputados pela República Popular da China e pela República da China. Também reivindicavam soberania sobre as Ilhas Spratly (disputadas pela República Popular da China, pela República da China, pelo Vietname, pelo Brunei e pela Malásia) e sobre o território malaio de Sabá. |
| | |
| Finlândia – República da Finlândia Capital: Helsínquia | Estado-membro da ONU largamente reconhecido. A Finlândia tinha uma região neutral e desmilitarizada: - Ilhas Alanda |
| | |
| Formosa → China, República da | |
| | |
| França – República Francesa Capital: Paris | Estado-membro da ONU largamente reconhecido. Membro da CEE. A França incluía cinco departamentos ultramarinos: Guiana Francesa, Guadalupe, Martinica, Reunião e São Pedro e Miquelão (até 11 jun 1985). Também tinha soberania sobre os seguintes territórios ultramarinos: - Polinésia Francesa, com uma dependência - Ilha Clipperton - Terras Austrais e Antárticas Francesas (incluindo a reivindicação sobre a Terra Adélia, suspensa pelo Tratado da Antártida.) - Maiote - Nova Caledónia - Novas Hébridas (até 30 jul 1980, conjuntamente com o Reino Unido) - São Pedro e Miquelão (a partir de 11 jun 1985) - Ilhas Dispersas do Oceano Índico, consistindo em cinco possessões desabitadas: - Bassas da Índia (disputadas por Madagáscar) - Ilha Europa (disputada por Madagáscar) - Ilhas Gloriosas (disputadas por Madagáscar, pelas Comores e pelas Seicheles) - Ilha de João da Nova (disputada por Madagáscar) - Ilha Tromelin (disputada pela Maurícia e pelas Seicheles) - Wallis e Futuna A França também reivindicava o Banco do Geyser (disputado por Madagáscar e pelas Comores). |
| | |
| G | |
| | |
| Gabão – República Gabonesa Capital: Librevile | Estado-membro da ONU largamente reconhecido. |
| | |
| Gâmbia – República da Gâmbia Capital: Banjul | Estado-membro da ONU largamente reconhecido. |
| | |
| Gana – República do Gana Capital: Acra | Estado-membro da ONU largamente reconhecido. |
| | |
| Grã-Bretanha → Reino Unido | |
| | |
| Granada Capital: São Jorge | Estado-membro da ONU largamente reconhecido. Reino da Comunidade das Nações (Commonwealth). Granada tinha uma dependência autónoma, Carriacou e Pequena Martinica. |
| | |
| Grécia – República Helénia Capital: Atenas | Estado-membro da ONU largamente reconhecido. Membro da CEE (a partir de 1 jan 1981). A Grécia tinha soberania sobre o Monte Athos, um estado monástico autónomo conjuntamente governado com uma "Comunidade Sagrada" multi-nacional no monte e um Governador Civil designado pelo Ministro dos Negócios Estrangeiros da Grécia, e sob a jurisdição espiritual direta do Patriarcado Ecuménico. |
| | |
| Guatemala – República da Guatemala Capital: Cidade da Guatemala | Estado-membro da ONU largamente reconhecido. |
| | |
| Guiana – República Cooperativa da Guiana Capital: Georgetown | Estado-membro da ONU largamente reconhecido. |
| | |
| Guiné – República da Guiné Capital: Conacri | Estado-membro da ONU largamente reconhecido. |
| | |
| Guiné-Bissau – República da Guiné-Bissau Capital: Bissau | Estado-membro da ONU largamente reconhecido. |
| | |
| Guiné Equatorial – República da Guiné Equatorial Capital: Malabo | Estado-membro da ONU largamente reconhecido. |
| | |
| H | |
| | |
| Haiti – República do Haiti Capital: Porto Príncipe | Estado-membro da ONU largamente reconhecido. O Haiti reivindicava a possessão dos Estados Unidos desabitada da Ilha Navassa. |
| | |
| Holanda → Países Baixos | |
| | |
| Honduras – República das Honduras Capital: Tegucigalpa | Estado-membro da ONU largamente reconhecido. |
| | |
| Hungria Capital: Budapeste - República Popular da Hungria (até 23 abr 1989) - República da Hungria (a partir de 23 out 1989)                                                                     | Estado-membro da ONU largamente reconhecido. |
| | |
| I | |
| | |
| Iémen do Norte – República Árabe do Iémen Capital: Saná | Estado-membro da ONU largamente reconhecido. |
| | |
| Iémen do Sul - República Democrática Popular do Iémen Capital: Adem | Estado-membro da ONU largamente reconhecido. |
| | |
| Índia – República da Índia Capital: Nova Déli | Estado-membro da ONU largamente reconhecido. A Índia era uma federação de vinte-e-oito estados e dez territórios da união. A soberania sobre Arunachal Pradexe era disputada pela República Popular da China. A Índia administrava parte da região disputada da Caxemira como o estado de Jamu e Caxemira. |
| | |
| Indonésia – República da Indonésia Capital: Jacarta | Estado-membro da ONU largamente reconhecido. A Indonésia tinha três províncias especiais: Achém, Jacarta e Joguejacarta. |
| | |
| Inglaterra → Reino Unido | |
| | |
| Irão – República Islâmica do Irão Capital: Teerão | Estado-membro da ONU largamente reconhecido. |
| | |
| Iraque – República do Iraque Capital: Bagdade | Estado-membro da ONU largamente reconhecido. |
| | |
| Irlanda Capital: Dublim | Estado-membro da ONU largamente reconhecido. Membro da CEE. |
| | |
| Islândia – República da Islândia Capital: Reiquiavique | Estado-membro da ONU largamente reconhecido. |
| | |
| Israel – Estado de Israel Capital: Jerusalém | Estado-membro da ONU largamente reconhecido. Israel ocupava Jerusalém Oriental, a Faixa de Gaza, os Montes Golã, a Zona de Segurança Israelita no Sul do Líbano (a partir de 6 jun 1982), a Península do Sinai (até 25 abr 1982) e a Cisjordânia. Estas áreas não eram largamente reconhecidas como sendo parte de Israel. |
| | |
| Itália – República Italiana Capital: Roma | Estado-membro da ONU largamente reconhecido. Membro da CEE. |
| | |
| Iugoslávia → Jugoslávia | |
| | |
| J | |
| | |
| Jamaica Capital: Kingston | Estado-membro da ONU largamente reconhecido. Reino da Comunidade das Nações (Commonwealth). |
| | |
| Japão Capital: Tóquio | Estado-membro da ONU largamente reconhecido. |
| | |
| Jibuti – República do Jibuti Capital: Jibuti | Estado-membro da ONU largamente reconhecido. |
| | |
| Jordânia – Reino Haxemita da Jordânia Capital: Amã | Estado-membro da ONU largamente reconhecido. Até 31 jul 1988, a Jordânia reivindicava a Cisjordânia e Jerusalém Oriental, considerados territórios ocupados por Israel. |
| | |
| Jugoslávia - República Federal Socialista da Jugoslávia Capital: Belgrado | Estado-membro da ONU largamente reconhecido. A Jugoslávia era uma federação de seis repúblicas. |
| | |
| K | |
| | |
| Kampuchea Democrática → Campucheia Democrática | |
| | |
| Katar → Catar | |
| | |
| Kiribáti → Quiribáti | |
| | |
| Kuaite → Cuaite | |
| | |
| L | |
| | |
| Laus – República Democrática Popular Lau Capital: Vienciana | Estado-membro da ONU largamente reconhecido. |
| | |
| Lesoto – Reino do Lesoto Capital: Maseru | Estado-membro da ONU largamente reconhecido. |
| | |
| Líbano – República Libanesa Capital: Beirute | Estado-membro da ONU largamente reconhecido. O Líbano estava ocupado pela Síria. Partes do Líbano do Sul estavam ocupados por Israel (a partir de 6 jun 1982). |
| | |
| Libéria – República da Libéria Capital: Monróvia | Estado-membro da ONU largamente reconhecido. |
| | |
| Líbia Capital: Trípoli - Jamahiriya Árabe Líbia Popular Socialista (até 15 abr 1986) - Grande Jamahiriya Árabe Líbia Popular Socialista (a partir de 15 abr 1986)                                | Estado-membro da ONU largamente reconhecido. |
| | |
| Listenstaine – Principado do Listenstaine Capital: Vaduz | Estado independente largamente reconhecido. A defesa do Listenstaine era da responsabilidade da Suíça. |
| | |
| Luxemburgo – Grão-Ducado do Luxemburgo Capital: Luxemburgo | Estado-membro da ONU largamente reconhecido. Membro da CEE. |
| | |
| M | |
| | |
| Madagáscar - República Democrática de Madagáscar Capital: Antananarivo | Estado-membro da ONU largamente reconhecido. Madagáscar reivindicava as possessões francesas das Bassas da Índia, Ilha Europa, Ilhas Gloriosas e Ilha de João da Nova. Também reivindicava o Banco do Geyser (disputado pelas Comores e pela França). |
| | |
| Malásia Capital: Cualalampur | Estado-membro da ONU largamente reconhecido. A Malásia era uma federação de treze estados e dois territórios federais. A Malásia reivindicava parte das Ilhas Spratly (disputadas pela República Popular da China, pela República da China, pelo Vietname, pelas Filipinas e pelo Brunei). |
| | |
| Maláui – República do Maláui Capital: Lilongué | Estado-membro da ONU largamente reconhecido. |
| | |
| Maldivas – República das Maldivas Capital: Malé | Estado-membro da ONU largamente reconhecido. |
| | |
| Mali – República do Mali Capital: Bamaco | Estado-membro da ONU largamente reconhecido. |
| | |
| Malta – República de Malta Capital: Valeta | Estado-membro da ONU largamente reconhecido. |
| | |
| Marshall, Ilhas – República das Ilhas Marshall (a partir de 21 out 1986) Capital: Majuro | Estado largamente reconhecido sob um Tratado de Livre Associação com os Estados Unidos. As Ilhas Marshall reivindicavam o território estadunidense da Ilha Wake. |
| | |
| Marrocos – Reino de Marrocos Capital: Rabate | Estado-membro da ONU largamente reconhecido. Marrocos reivindicava soberania sobre e controlava a maior parte da região disputada do Saara Ocidental, o qual continha o país de facto independente da República Democrática Árabe Saariana. Marrocos disputava a soberania espanhola sobre Ceuta, Ilha de Alborão, Ilha de Perejil, Ilhas Chafarinas, Melilha, Penedo de Alhucemas e Penedo de Vélez de la Gomera. |
| | |
| Maurícia Capital: Porto Luís | Estado-membro da ONU largamente reconhecido. Reino da Comunidade das Nações (Commonwealth). A Maurícia tinha duas dependências autónomas: Ilhas Agalega e São Brandão. Reivindicava o Território Britânico do Oceano Índico e o território francês da Ilha Tromelin. |
| | |
| Mauritânia – República Islâmica da Mauritânia Capital: Nuaquexote | Estado-membro da ONU largamente reconhecido. |
| | |
| México – Estados Unidos Mexicanos Capital: Cidade do México | Estado-membro da ONU largamente reconhecido. O México era uma federação de 31 estados e um distrito federal. |
| | |
| Mianmar → Birmânia | |
| | |
| Micronésia, Estados Federados da (a partir de 3 nov 1986) Capital: Kolonia (até 1989), Paliquir (a partir de 1989)                                                                               | Estado largamente reconhecido sob um Tratado de Livre Associação com os Estados Unidos. A Micronésia era uma federação de quatro estados. |
| | |
| Moçambique - República Popular de Moçambique Capital: Maputo | Estado-membro da ONU largamente reconhecido. |
| | |
| Mónaco – Principado de Mónaco Capital: Mónaco | Estado independente largamente reconhecido. A defesa do Mónaco era da responsabilidade de França. |
| | |
| Mongólia - República Popular Mongol Capital: Ulã Bator | Estado-membro da ONU largamente reconhecido. |
| | |
| N | |
| | |
| Nauru – República de Nauru Capital: Yaren (oficiosa) | Estado independente largamente reconhecido. A defesa de Nauru era da responsabilidade da Austrália. |
| | |
| Nepal - Reino do Nepal Capital: Catmandu | Estado-membro da ONU largamente reconhecido. |
| | |
| Nicarágua – República da Nicarágua Capital: Manágua | Estado-membro da ONU largamente reconhecido. |
| | |
| Níger – República do Níger Capital: Niamei | Estado-membro da ONU largamente reconhecido. |
| | |
| Nigéria – República Federal da Nigéria Capital: Lagos | Estado-membro da ONU largamente reconhecido. A Nigéria era uma federação de 21 estados e um território federal. |
| | |
| Noruega – Reino da Noruega Capital: Oslo | Estado-membro da ONU largamente reconhecido. A Noruega tinha duas áreas ultramarinas totalmente integradas no seu território: Jan Mayen e Esvalbarda. A última tinha um estatuto especial devido ao Tratado da Esvalbarda. A Noruega tinha soberania sobre as seguintes dependências: - Ilha Bouvet - Ilha de Pedro I (suspenso pelo Tratado da Antártida) - Terra da Rainha Maud (suspenso pelo Tratado da Antártida) |
| | |
| Nova Zelândia Capital: Wellington - Domínio da Nova Zelândia (até 1 jan 1987) - Nova Zelândia (a partir de 1 jan 1987)                                                                           | Estado-membro da ONU largamente reconhecido. Reino da Comunidade das Nações (Commonwealth). A Nova Zelândia era responsável por dois estados livres associados: - Ilhas Cook - Niue Tinha também soberania sobre dois territórios dependentes: - Dependência de Ross (suspenso pelo Tratado da Antártida) - Toquelau |
| | |
| O | |
| | |
| Omã – Sultanato do Omã Capital: Mascate | Estado-membro da ONU largamente reconhecido. |
| | |
| P | |
| | |
| Países Baixos – Reino dos Países Baixos Capital: Amesterdão (oficial), Haia (sede do governo) | Estado-membro da ONU largamente reconhecido. O Reino dos Países Baixos consistia em três nações autónomas: - Aruba (a partir de 1 jan 1986) - Países Baixos - Antilhas Neerlandesas O Reino dos Países Baixos como um todo era membro da CEE, mas Aruba e as Antilhas Neerlandesas não. |
| | |
| Palestina (a partir de 15 nov 1988) Capital: Ramallah (administrativa), Gaza (administrativa), Jerusalém (reivindicada)                                                                          | Região disputada consistindo em três territórios ocupados: a Cisjordânia, a Faixa de Gaza e Jerusalém Oriental. O Estado da Palestina, que reclamava independência para todos os territórios palestinos a partir de 15 nov 1988, era reconhecido por um grande número de países. Nas relações externas, a Palestina era representada pela Organização para a Libertação da Palestina, que por sua vez era um observador permanente da ONU. |
| | |
| Panamá – República do Panamá Capital: Cidade do Panamá | Estado-membro da ONU largamente reconhecido. |
| | |
| Papua Nova Guiné – Estado Independente da Papua Nova Guiné Capital: Porto Moresby | Estado-membro da ONU largamente reconhecido. Reino da Comunidade das Nações (Commonwealth). |
| | |
| Paquistão – República Islâmica do Paquistão Capital: Islamabade | Estado-membro da ONU largamente reconhecido. O Paquistão era uma federação de quatro províncias e quatro territórios. Administrava parte da região disputada de Caxemira como os territórios da Caxemira Livre e Áreas do Norte. |
| | |
| Paraguai – República do Paraguai Capital: Assunção | Estado-membro da ONU largamente reconhecido. |
| | |
| Peru Capital: Lima - República Peruana (até 28 jul 1980) - República do Peru (a partir de 28 jul 1980)                                                                                           | Estado-membro da ONU largamente reconhecido. |
| | |
| Polónia Capital: Varsóvia - República Popular da Polónia (até 29 dez 1989) - República da Polónia (a partir de 29 dez 1989)                                                                      | Estado-membro da ONU largamente reconhecido. |
| | |
| Portugal – República Portuguesa Capital: Lisboa | Estado-membro da ONU largamente reconhecido. Membro da CEE (a partir de 1 jan 1986). Portugal tinha duas regiões autónomas: os Açores e a Madeira. Portugal tinha um território chinês que administrava como uma dependência: - Macau Portugal reivindicava soberania sobre a antiga província ultramarina de Timor Português (que tinha sido anexado pela Indonésia). Também reivindicava os municípios espanhóis de Olivença e Táliga. |
| | |
| Q | |
| | |
| Qatar → Catar | |
| | |
| Quaite → Cuaite | |
| | |
| Quénia – República do Quénia Capital: Nairóbi | Estado-membro da ONU largamente reconhecido. |
| | |
| Quiribáti – República do Quiribáti Capital: Taraua do Sul | Estado independente largamente reconhecido. |
| | |
| R | |
| | |
| Reino Unido – Reino Unido da Grã-Bretanha e Irlanda do Norte Capital: Londres | Estado-membro da ONU largamente reconhecido. Membro da CEE. O Reino Unido era composto por quatro nações: Inglaterra, Irlanda do Norte, Escócia e País de Gales. Era responsável pelos seguintes estados livres autónomos associados: - Antiga (até 1 nov 1981), com duas dependências - Barbuda - Redonda - São Cristóvão e Neves (de 19 dez 1980 até 19 set 1983) - São Cristóvão-Neves-Anguila (até 19 dez 1980) O Reino Unido administrava as relações externas dos seguintes protetorados: - Brunei (até 1 jan 1984) - Novas Hébridas (até 30 jul 1980, conjuntamente com a França) Tinha também soberania sobre os seguintes colónias da coroa (territórios dependentes a partir de 1 jan 1983): - Anguila (a partir de 19 dez 1980) - Belize (até 21 set 1981) - Bermudas - Território Antártico Britânico (suspenso pelo Tratado da Antártida) - Território Britânico do Oceano Índico (disputado pela Maurícia e pelas Seicheles) - Ilhas Virgens Britânicas - Ilhas Caimão - Ilhas Malvinas (Falkland) (disputadas pela Argentina), com uma dependência - Dependências das Ilhas Malvinas (até 3 out 1985) - Gibraltar - Honguecongue - Monserrate - Ilhas Pitcairn - Santa Helena, com duas dependências - Ascensão - Tristão da Cunha - Ilhas Geórgia do Sul e Sanduíche do Sul (a partir de 3 out 1985, disputadas pela Argentina) - Rodésia do Sul (até 18 abr 1980) - Áreas das Bases Soberanas de Acrotíri e Decelia - Ilhas Turcas e Caicos Adicionalmente, o monarca britânico tinha soberania direta sobre três dependências da Coroa autónomas: - Guérnesei, com duas dependências: - Alderney - Sark - Ilha de Man - Jérsia |
| | |
| Roménia Capital: Bucareste - República Socialista da Roménia (até 22 dez 1989) - Roménia (a partir de 22 dez 1989)                                                                               | Estado-membro da ONU largamente reconhecido. |
| | |
| Ruanda - República Ruandesa Capital: Quigali | Estado-membro da ONU largamente reconhecido. |
| | |
| Ruenzururu - Reino de Rwenzururu (até 15 ago 1982) Capital: Kasese | Estado de facto independente. Não reconhecido por qualquer outro estado. Reivindicado pelo Uganda. |
| | |
| S | |
| | |
| Saariana, República Democrática Árabe Capital: Bir Lehlou (oficial), Rabouni (sede do governo no exílio), El Aiune (reivindicada)                                                                | Estado de facto independente parcialmente reconhecido. A República Democrática Árabe Saariana reivindicava o território disputado do Saara Ocidental, cuja maioria estava sob o controlo de Marrocos. Os territórios sob o seu controlo, a chamada Zona Livre, eram reivindicados por Marrocos. O seu governo localizava-se no exílio em Tindouf, na Argélia. |
| | |
| Ilhas Salomão Capital: Honiara | Estado-membro da ONU largamente reconhecido. Reino da Comunidade das Nações (Commonwealth). |
| | |
| Salvador – República do Salvador Capital: São Salvador | Estado-membro da ONU largamente reconhecido. |
| | |
| Samoa Ocidental - Estado Independente da Samoa Ocidental Capital: Apia | Estado-membro da ONU largamente reconhecido. |
| | |
| Santa Lúcia Capital: Castries | Estado-membro da ONU largamente reconhecido. Reino da Comunidade das Nações (Commonwealth). |
| | |
| Santa Sé → Vaticano, Cidade do | |
| | |
| São Cristóvão e Neves – Federação de São Cristóvão e Neves (a partir de 19 set 1983) Capital: Basseterre                                                                                         | Estado independente largamente reconhecido. Estado-membro da ONU (a partir de 23 set 1983). Reino da Comunidade das Nações (Commonwealth). São Cristóvão e Neves era uma federação de duas ilhas. |
| | |
| São Marinho – Sereníssima República de São Marinho Capital: São Marinho | Estado independente largamente reconhecido. |
| | |
| São Tomé e Príncipe – República Democrática de São Tomé e Príncipe Capital: São Tomé | Estado-membro da ONU largamente reconhecido. |
| | |
| São Vicente e Granadinas Capital: Kingstown | Estado independente largamente reconhecido. Estado-membro da ONU (a partir de 16 set 1980). Reino da Comunidade das Nações (Commonwealth). |
| | |
| Seicheles – República das Seicheles Capital: Vitória | Estado-membro da ONU largamente reconhecido. As Seicheles reivindicavam o Território Britânico do Oceano Índico e os territórios franceses da Ilha Tromelin e das Ilhas Gloriosas. |
| | |
| Senegal – República do Senegal Capital: Dacar | Estado-membro da ONU largamente reconhecido. |
| | |
| Seri Lanca – República Socialista Democrática do Seri Lanca Capital: Seri Jaiavardenapura-Cota                                                                                                   | Estado-membro da ONU largamente reconhecido. |
| | |
| Serra Leoa – República da Serra Leoa Capital: Freetown | Estado-membro da ONU largamente reconhecido. |
| | |
| Singapura – República de Singapura Capital: Singapura | Estado-membro da ONU largamente reconhecido. |
| | |
| Síria – República Árabe Síria Capital: Damasco | Estado-membro da ONU largamente reconhecido. A Síria incluía os Montes Golã, que estavam ocupados por Israel. Disputava a soberania turca sobre a província de Hatay. |
| | |
| Somália - República Democrática Somaliana Capital: Mogadíscio | Estado-membro da ONU largamente reconhecido. |
| | |
| Suazilândia – Reino da Suazilândia Capital: Babane (administrativa), Lobamba (legislativa) | Estado-membro da ONU largamente reconhecido. |
| | |
| Sudão Capital: Cartum - República Democrática do Sudão (até 10 out 1985) - República do Sudão (a partir de 10 out 1985)                                                                          | Estado-membro da ONU largamente reconhecido. |
| | |
| Suécia – Reino da Suécia Capital: Estocolmo | Estado-membro da ONU largamente reconhecido. |
| | |
| Suíça – Confederação Suíça Capital: Berna | Estado independente largamente reconhecido. Observador permanente da ONU. A Suíça era uma federação de 26 cantões. |
| | |
| Suriname – República do Suriname Capital: Paramaribo | Estado-membro da ONU largamente reconhecido. |
| | |
| T | |
| | |
| Tafea – Nação de Tafea (de 15 dev 1980 a 26 mai 1980) Capital: Isangel | Estado de facto independente. Reivindicado pelo condomínio anglo-francês das Novas Hébridas. |
| | |
| Tailândia – Reino da Tailândia Capital: Banguecoque | Estado-membro da ONU largamente reconhecido. |
| | |
| Taiuã → China, República da | |
| | |
| Tanzânia – República Unida da Tanzânia Capital: Dar es Salã | Estado-membro da ONU largamente reconhecido. A Tanzânia tinha uma região autónoma: Zanzibar. |
| | |
| Tchecoslováquia → Checoslováquia | |
| | |
| Togo – República Togolesa Capital: Lomé | Estado-membro da ONU largamente reconhecido. |
| | |
| Tonga – Reino do Tonga Capital: Nukuʻalofa | Estado independente largamente reconhecido. |
| | |
| Transquei – República do Transquei Capital: Umtata | Bantustão nominalmente independente. |
| | |
| Trindade e Tobago – República de Trindade e Tobago Capital: Porto de Espanha | Estado-membro da ONU largamente reconhecido. Trindade e Tobago tinha uma ilha autónoma: Tobago (a partir de 23 set 1980). |
| | |
| Tunísia – República Tunisina Capital: Tunes | Estado-membro da ONU largamente reconhecido. |
| | |
| Turquia – República da Turquia Capital: Ancara | Estado-membro da ONU largamente reconhecido. |
| | |
| Tuvalu Capital: Funafuti | Estado independente largamente reconhecido. Reino da Comunidade das Nações (Commonwealth). |
| | |
| U | |
| | |
| Uganda – República do Uganda Capital: Campala | Estado-membro da ONU largamente reconhecido. |
| | |
| União Soviética – União das Repúblicas Socialistas Soviéticas Capital: Moscovo | Estado-membro da ONU largamente reconhecido. A União Soviética era uma federação de 15 repúblicas, duas das quais (Bielorrússia e Ucrânia) eram membros da ONU de pleno direito. |
| | |
| Uruguai – República Oriental do Uruguai Capital: Montevideu | Estado-membro da ONU largamente reconhecido. |
| | |
| V | |
| | |
| Vanuatu – República do Vanuatu (a partir de 30 jul 1980) Capital: Porto Vila | Estado-membro da ONU largamente reconhecido. |
| | |
| Vaticano, Cidade do – Estado da Cidade do Vaticano Capital: Cidade do Vaticano | Estado independente largamente reconhecido. A Cidade do Vaticano era administrada pela Santa Sé, uma entidade soberana reconhecida por um grande número de países bem como um observador permanente da ONU. A santa Sé também administrava algumas propriedades extraterritoriais em Itália. O Papa era o chefe de estado ex officio da Cidade do Vaticano. |
| | |
| Vemerana – República da Vemerana (de mai 1980 a 24 jul 1980) Capital: Luganville | Estado de facto independente. Não reconhecido por qualquer outro estado. Reivindicada pelo Condomínio anglo-francês das Novas Hébridas. |
| | |
| Venda – República de Venda Capital: Thohoyandou | Bantustão da África do Sul nominalmente independente. |
| | |
| Venezuela - República da Venezuela Capital: Caracas | Estado-membro da ONU largamente reconhecido. A Venezuela era uma federação de 20 estados, dois territórios, uma dependência federal e um distrito federal. |
| | |
| Vietname – República Socialista do Vietname Capital: Hanói | Estado-membro da ONU largamente reconhecido. O Vietname reivindicava soberania sobre as Ilhas Paracel (disputadas pela República Popular da China e pela República da China) e as Ilhas Spratly (disputadas pela República Popular da China, pela República da China, pelo Brunei, pelas Filipinas e pela Malásia). |
| | |
| Y | |
| | |
| Yémen do Norte → Iémen do Norte | |
| | |
| Yémen do Sul → Iémen do Sul | |
| | |
| Z | |
| | |
| Zaire Capital: Quinxassa | Estado-membro da ONU largamente reconhecido. |
| | |
| Zâmbia – República da Zâmbia Capital: Lusaca | Estado-membro da ONU largamente reconhecido. |
| | |
| Zimbábue – República do Zimbábue (a partir de 18 abr 1980) Capital: Salisbúria (nome alterado para Harare em 1982)                                                                               | Estado independente largamente reconhecido. Estado-membro da ONU (a partir de 25 ago 1980). |
| | |

## Outras entidades
Excluídas desta lista estão as seguintes entidades, que ou não eram totalmente soberanas ou não reclamavam ser independentes:
- A Antártida como um todo não tinha governo ou população permanente. Sete estados reivindicavam porções da Antártida e cinco deles haviam reconhecido as respectivas reivindicações reciprocamente.[72] Estas reivindicações, as quais eram reguladas pelo Tratado da Antártida, não eram reconhecidas nem disputadas por qualquer outro signatário do Tratado.[73]
- A Estónia tornou-se parte da União Soviética em 1940, mas a sua anexação não era largamente reconhecida. Um governo no exílio reivindicava independência para a Estónia, mas para além das suas embaixadas no Ocidente não controlava nenhum território.
- A Letónia tornou-se parte da União Soviética em 1940, mas a sua anexação não era largamente reconhecida. Um governo no exílio reivindicaca a independência da Letónia, mas para além das suas embaixadas no Ocidente não controlava nenhum território.
- A Lituânia tornou-se parte da União Soviética em 1940, mas a sua anexação não era largamente reconhecida. Um governo no exílio reivindicava independência para a Lituânia, mas para além das suas embaixadas no Ocidente não controlava nenhum território.
- A Zona neutra saudito-iraquiana era uma faixa de território neutro entre o Iraque e a Arábia Saudita (até 26 dez 1981).
- A Ordem Soberana Militar de Malta era um observador permanente da ONU. A ordem tinha relações diplomática bilaterais com um grande número de países, mas não tinha território sem serem áreas extraterritoriais em Roma.[74] A Constituição da ordem afirma: "A Ordem é um sujeito da lei internacional e exercita funções soberanas."[75] Apesar da ordem frequentemente afirmar a sua soberania, ela não reclama ser um estado soberano. Falta-lhe um território definido. Como todos os seus membros eram cidadãos de outros países (quase todos a viver nos seus países de origem), e aqueles que residiam nas propriedades extraterritoriais da Ordem em Roma fazem-no por razões meramente de trabalhos oficiais, a ordem não tem a característica essencial de ter uma população permanente.
- Berlim Ocidental era um enclave político que se encontrava alinhado – mas não fazia parte – da Alemanha Ocidental. Consistia em três setores administrados pelos Estados Unidos, pelo Reino Unido e pela França.